# Estación José Manuel Estrada
José Manuel Estrada era una estación de ferrocarril ubicada en las áreas rurales del departamento Castellanos, provincia de Santa Fe, Argentina.
La estación fue habilitada a fines de los años 1880 por el Ferrocarril Provincial de Santa Fe.

## Servicios
No presta servicios de pasajeros ni de cargas desde 1977. Sus vías corresponden al Ramal F3 del Ferrocarril General Belgrano.